# Nova Zelanda Primer
Nova Zelanda Primer (en anglès: New Zealand First; en maori: Aotearoa Tuatahi) és un partit polític neozelandès amb representació parlamentària fins al 2020. Un partit centrista i populista

## Història
El partit es va fundar el juliol de 1993 quan Winston Peters —líder actual del partit— dimití del Partit Nacional. El partit va obtenir escons a la Cambra de Representants del 1993 al 2008, i entre 2011 i 2020 i ha format part del govern amb ambdós partits majoritaris: amb el Partit Nacional el 1996 i amb el Partit Laborista el 2005 i 2017.

### Coalició de govern de Christopher Luxon
Nova Zelanda Primer es va convertir en membre minoritari des de les eleccions generals neozelandeses de 2023 del govern de coalició del Partit Nacional de Nova Zelanda i ACT Nova Zelanda encapçalat per Christopher Luxon, amb Winston Peters de Nova Zelanda Primer com a vicepresident fins al 31 de maig de 2025, quan David Seymour d'ACT Nova Zelanda es va convertir en vicepresident tal com s'havia acordat en el pacte de govern.

## Resultats electorals
| Any  | Candidats (elect./llista) | Vots    | %      | Escons   | Govern            |
| ---- | ------------------------- | ------- | ------ | -------- | ----------------- |
| 1993 | 84/0                      | 161,481 | 8.40%  | 2 / 99   | Oposició          |
| 1996 | 65/62                     | 276,603 | 13.35% | 17 / 120 | Coalició          |
| 1999 | 67/40                     | 87,926. | 4.26%  | 5 / 120  | Oposició          |
| 2002 | 24/22                     | 210,912 | 10.38% | 13 / 120 | Oposició          |
| 2005 | 40/40                     | 130,115 | 5.72%  | 7 / 121  | Suport            |
| 2008 | 22/22                     | 95,356  | 4.07%  | 0 / 122  | Extraparlamentari |
| 2011 | 32/33                     | 147,544 | 6.59%  | 8 / 121  | Oposició          |
| 2014 | 31/31                     | 208,300 | 8.66%  | 11 / 121 | Oposició          |
| 2017 | 56/57                     | 186,706 | 7.20%  | 9 / 120  | Coalició          |
| 2020 | 27/28                     | 75,021  | 2.6%   | 0 / 120  | Extraparlamentari |
| 2023 |                           | 145,649 | 6.46%  | 8 / 120  | Coalició          |

## Líders
Des de la fundació del partit el 1993, Nova Zelanda Primer ha tingut tan sols un líder.
|   | Líder          | Imatge         | Termini         |
| - | -------------- | -------------- | --------------- |
| 1 | Winston Peters | Winston Peters | 1993-actualitat |

## Presidents
| Nom                    | Termini         |
| ---------------------- | --------------- |
| Doug Woolerton         | 1993-2005       |
| Dail Jones             | 2005-2006       |
| George Groombridge     | 2008-2010       |
| Kevin Gardener         | 2010-2013       |
| Anne Martin            | 2013-2015       |
| Brent Catchpole        | 2015-2018       |
| Lester Gray            | 2018-2019       |
| Kristin Campbell Smith | 2019-2020       |
| Julian Paul            | 2021-actualitat |